# Metapogon obispae
Metapogon obispae là một loài ruồi trong họ Asilidae. Metapogon obispae được Wilcox miêu tả năm 1972. Loài này phân bố ở vùng Tân Bắc giới.